# Rapa (araldica)
In araldica la rapa è utilizzata di frequente come arma parlante. Simboleggia beneficenza.

Di rosso, alla rapa fogliata di tre pezzi d'oro (stemma di Kiikala, Finlandia)
D'azzurro, a due chiavi d'oro poste in decusse, accompagnate in punta da una rapa al naturale (Bazel, frazione di Kruibeke, Belgio)
Una rapa d'argento (Trinwillershagen, Germania)
Di rosso allo scaglione d'oro accompagnato da tre rape d'argento fogliate di verde, al giglio d'oro, attraversante in abisso sullo scaglione (Rabastens-de-Bigorre, Francia)
Nel secondo, d'azzurro alla rapa d'argento, fogliata di tre dello stesso (Bossico)